# Associação de Defesa do Ulster
Associação de Defesa do Ulster (em língua inglesa, Ulster Defense Association — UDA) é um grupo paramilitar protestante terrorista da Irlanda do Norte formado em 1971 que, ao contrário do católico IRA, acredita que o Ulster (Irlanda do Norte) deve permanecer como parte do Reino Unido. Utiliza técnicas semelhantes às do IRA, como desobediência civil, atentados à bomba e emboscadas com armas de fogo.

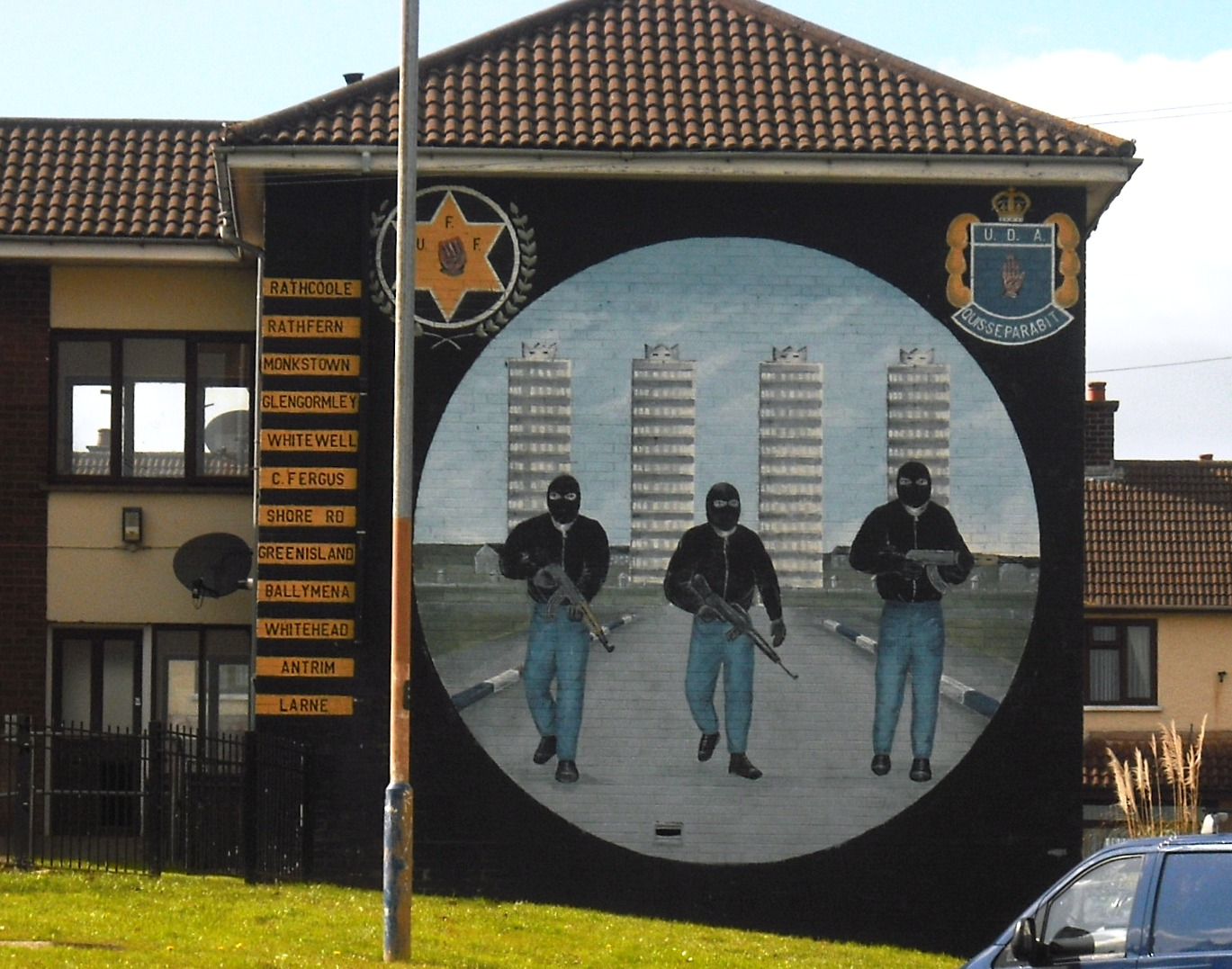
Mural em apoio à Brigada Sudeste Antrim da Associação de Defesa do Ulster, em Bencrom Park, na propriedade de Rathcoole.